# Andreas Jungwirth
Andreas Jungwirth (* 15. April 1967 in Linz) ist ein österreichischer Schauspieler und Autor.

## Leben
Andreas Jungwirth wuchs in Langholzfeld bei Linz auf, wo er bis Mitte der 1980er Jahre lebte. Ein zunächst begonnenes Studium der Germanistik und der Theaterwissenschaft an der Universität Wien brach er nach zwei Jahren ab, um am dortigen Konservatorium Schauspiel zu studieren. 1988 debütierte Jungwirth am Theater Lübeck, dessen Ensemble er sechs Jahre angehörte. Ferner hatte er ein Engagement am Mittelsächsischen Theater in Döbeln. 1992 gründete er zusammen mit dem Komponisten Wolfgang Heisig das Theater Zwirn, eine Bühne, die sich mit Dadaismus und Neuer Musik beschäftigte. Jungwirths erste Arbeit für den Hörfunk war das 1997 vom ORF produzierte Hörspiel Madonnenterror, dem eine Reihe weiterer Arbeiten sowohl für den ORF als auch für deutsche Sendeanstalten folgten.
Daneben schreibt Jungwirth Theaterstücke, von denen er einige zu Hörspielfassungen umschrieb. Für die Produktionsfirma speaklow des Regisseurs Harald Krewer erarbeitet er Hörbuchfassungen verschiedener Texte. In der Wochenzeitung der Freitag erschienen zahlreiche seiner Kolumnen, weitere Reportagen und Erzählungen wurden in verschiedenen Publikationen veröffentlicht. Mit dem Jugendbuch Kein einziges Wort stellte Jungwirth 2014 seinen ersten Roman vor.
Andreas Jungwirth ist seit dem Jahr 2000 freiberuflich tätig, lebte lange Zeit in Berlin und kehrte 2010 nach Wien zurück. Neben seiner schriftstellerischen Tätigkeit unterrichtete er am Schauspielhaus und leitet dort das Jugendprogramm Szene machen! (2010–2012) und eine Schreibklasse (2011–2013).
2012 gründete er am Schauspielhaus Wien das Hörspielhaus. Er kuratiert und moderiert die regelmäßige Veranstaltung, die sich dem institutionell produzierten Hörspiel und der freien Hörspielszene und ihren Machern widmet (bisherige Kooperationspartner: Ö1, Institut für Sprachkunst, FH St. Pölten, Institut für Theater-, Film- und Medienwissenschaft). 2015 übernahm er an der Seite von Doris Glaser Moderation der jährlichen Hörspiel-Gala von Ö1.

## Bücher
- 2014: Kein einziges Wort (Jugendroman), Ravensburger Buchverlag, Ravensburg, ISBN 978-3-473-40114-7
- 2016: Ni una palabra (Übersetzung: Lorel Manzano),  Literatura SM México, ISBN 978-6-072-42414-2
- 2017: Schwebezustand  (Jugendroman), CBT, München, ISBN 978-3-570-31081-6
- 2019: Wir haben keinen Kontakt mehr, Edition Atelier, Wien, ISBN 978-3-990-65016-5
- 2022: Im Atlas, edition atelier, Wien, ISBN 978-3990650677
- 2024: Alle meine Namen, edition atelier, Wien, ISBN 978-3-99065-116-2

## Hörspiele

### Als Autor
- 1997: Madonnenterror – Regie: Nikolaus Scholz
- 1999: Im Tosen der Stadt – Regie: Renate Pitroff
- 2003: Séance im Park – Regie: Harald Krewer
- 2004: Der Mann, der nicht töten kann – Regie: Burkhard Ax
- 2007: Zwischen Nase und Brillenbogen – Einfälle – Regie: Harald Krewer
- 2008: Alles Helden – Regie: Harald Krewer
- 2008: Das Gerücht wächst, indem es sich verbreitet – Regie: Erich Pintar
- 2009: Volksgarten – Regie: Barbara Liebster
- 2011: Alleine bin ich viel – Regie: Harald Krewer
- 2012: Transsilvanien – Regie: Steffen Moratz
- 2013: Döbeln – Regie: Heike Tauch
- 2016: Langholzfeld – Regie: Harald Krewer
- 2016: Absence – Regie: Steffen Moratz
- 2019: Auf die Natur kann man nicht böse sein – Regie: Steffen Moratz
- 2021: Peace – Regie: Jean-Claude Kuner

### Als Sprecher
- 1998: Cocktail für zwei (Folge: Tango Berlin) – Autor: Michael Koser – Regie: Rainer Clute
- 2000: Provinzbriefe – Autorin: Barbara Honigmann – Regie: Ulrich Gerhardt

### Als Autor und Sprecher
- Korrektur Nr. 1 – Regie: Ulrike Brinkmann
- 2008: Outside Inn – Regie: Harald Krewer

### Als Bearbeiter (Wort)
- 2010: Tiburn – Autor: Iain Levison – Regie: Heike Tauch
- 2017: Ein Leben mehr – Autorin: Jocelyne Saucier – Regie: Ulrich Lampen
- 2018: Der Unbesiegbare – Autor: Stanislaw Lem – Regie: Oliver Sturm

### Als Regisseur
- 2013: Käfergräber – Autor: Thomas Arzt
- 2020: Laute Nächte – Autor: Thomas Arzt[9]

### Als Bearbeiter und Regisseur
- 2016: Der Hochwald – Autor: Adalbert Stifter
- 2018: The Who and the What – Autor: Ayad Akhtar

## Theaterstücke
| Titel                                                           | UA   | Theater                                                      | Regisseur                           |
| Heesters in den Sträuchern                                      | 2000 | Landestheater Linz                                           | Elisabeth Gabriel                   |
| Die Schlaflosen                                                 | 2001 | Stadttheater Konstanz                                        | Jenny Nörbeck                       |
| Die Flucht oder Was ist der Schenkel                            | 2001 | Theater Junge Generation, Dresden                            | Heiko Oeft                          |
| Sünderinnen                                                     |      | Landestheater Linz                                           | Verena Koch                         |
| Alles Helden                                                    | 2005 | Theater Phönix, Linz                                         | Stephan Bruckmeier                  |
| Schwarze Mamba                                                  | 2006 | Thalia-Theater, Hamburg                                      | Andreas Kriegenburg                 |
| Outside Inn                                                     | 2007 | Charity Randall Theatre, Pittsburgh/Theater Rampe, Stuttgart | Melanie Dreyer                      |
| Volksgarten                                                     | 2008 | Theater Phönix/Staatstheater Kassel                          | Alexander Kratzer/Florian B. Reiter |
| Schonzeit                                                       | 2008 | Staatstheater Darmstadt                                      | Anette Keppel                       |
| Es geht uns gut (nach dem Roman von Arno Geiger)                | 2008 | Schauspielhaus Wien                                          | Lars-Ole Walburg                    |
| Sandmann (nach E.T.A. Hoffmann)                                 | 2011 | Staatstheater Darmstadt                                      | Romy Schmidt                        |
| Bossnapping                                                     | 2012 | Theater Phönix                                               | Alexander Kratzer                   |
| Heidi (nach dem Roman von Johanna Spyri)                        | 2012 | Vereinigte Bühnen Bozen                                      | Andreas Baumgartner                 |
| Aller Tage Abend (nach dem Roman von Jenny Erpenbeck)           | 2014 | Schauspielhaus Wien                                          | Felicitas Brucker                   |
| Stillbach oder die Sehnsucht (nach dem Roman von Sabine Gruber) | 2015 | Vereinigte Bühnen Bozen                                      | Petra Luisa Meyer                   |

## Auszeichnungen
- 2021: Radiopreis der Erwachsenenbildung Österreich für das Hörspiel Laute Nächte in der Sparte Kultur[10][11]
- 2023: ORF Hörspielpreis: Jurypreis für Blasse Stunden/Blijedi sati mit Marie-Luise Stockinger von Manuela Tomic[12]